# Verkiezingen voor het Europees Parlement 2014/Kandidatenlijst/D66

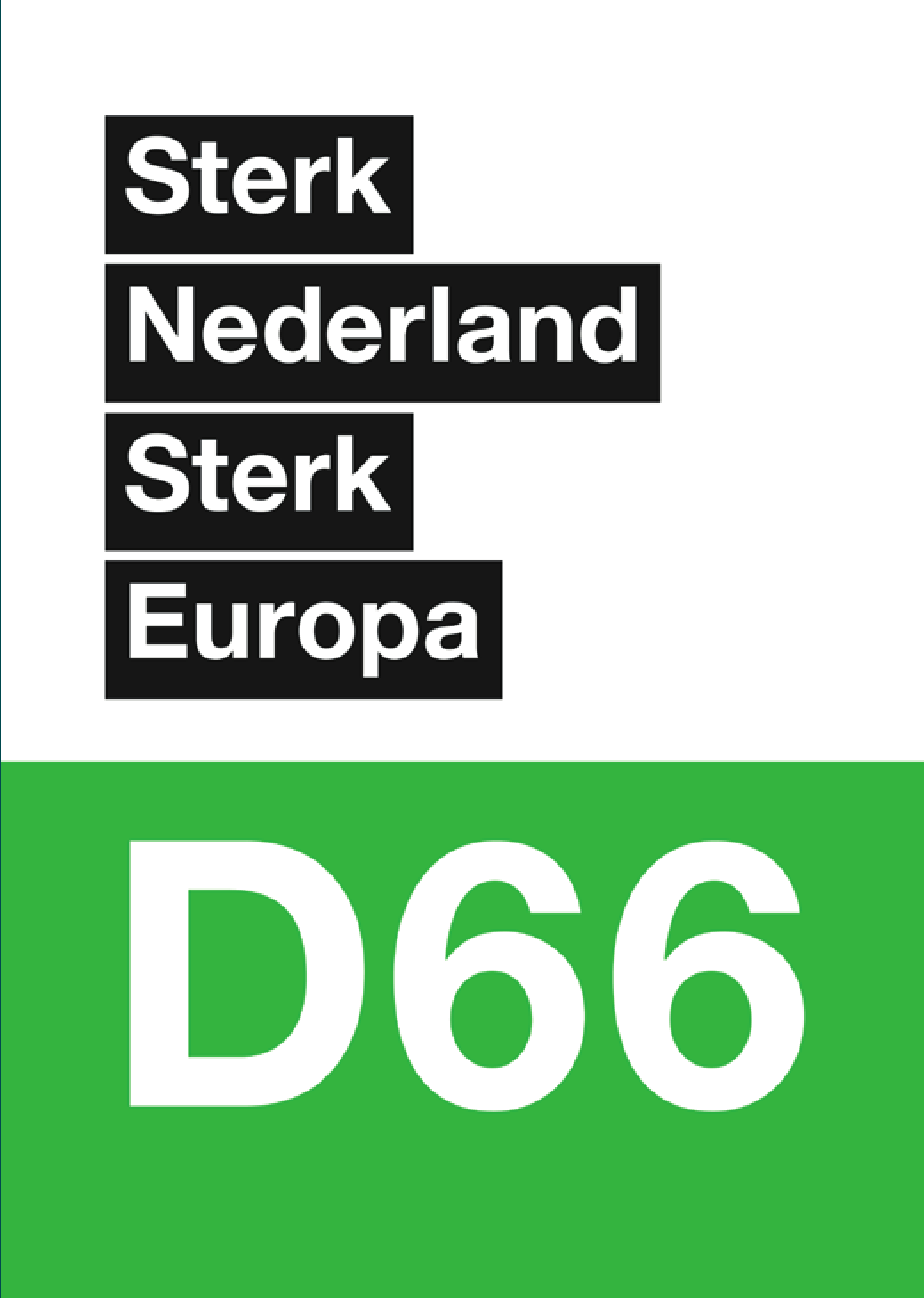
Campagneposter

De kandidatenlijst voor de Europese Parlementsverkiezingen 2014 van Democraten 66 (D66) - ALDE (lijstnummer 5) is na controle door de Kiesraad als volgt vastgesteld:
1. In 't Veld S.H. (Sophie) (v), Brussel (BE)
2. Gerbrandij G.J.M. (Gerben-Jan) (m), 's-Gravenhage
3. Schaake M.R. (Marietje) (v), Amsterdam
4. Van Miltenburg M. (Matthijs) (m), 's-Hertogenbosch
5. Boucke R.M. (Raoul) (m), Brussel (BE)
6. Klein A.P.H. (Anke) (v), Brussel (BE)
7. Brussel R.W. (Rinke) (m), Brussel (BE)
8. Kastermans P.A. (Pauline) (v), Groningen
9. Thijssen l.P.M. (Ivo) (m), Amsterdam
10. Bouali A. (Achraf) (m), Willemstad (CW)
11. Breitbarth P.V.F.L. (Paul) (m), 's-Gravenhage
12. Wintraecken R.J. (Robert) (m), Londen (UK)
13. Sneller J.C. (Joost) (m), 's-Gravenhage
14. Hoogeveen H.J. (Heerd Jan) (m), Woerden
15. Goethart R. (Rutger) (m), Amsterdam
16. Kamminga A. (Abele) (m), Groningen
17. Biçen A.O. (Osman) (m), Zutphen
18. Frenken R.P.M. (Raymond) (m), Beek
19. Schliessler R.J. (Robert) (m), Zwolle
20. Van Stralen C.A. (Conny) (v), Aerdenhout
21. Van der Vegt A.A.J. (Ton) (m), Waalre
22. De Bruijne B.B. (Bastiaan) (m), Amersfoort
23. Vaessen L.A.P. (Leon) (m), Sittard
24. Van den Bos B.R.A. (Bob) (m), 's-Gravenhage
25. Costa J. (Janine) (v), Spijkenisse
26. Van Peski C.J. (Caecilia) (v), Tilburg
27. Jansen W. (Walter) (m), Maastricht
28. Van Leeuwen P. (Peter) (m), Voorburg
29. Pack S.B. (Stefan) (m), Leiden
30. Gieske-Mastenbroek J.C. (Rineke) (v), Almelo
31. Van Huffelen A.C. (Alexandra) (v), Rotterdam
32. Peters J.P. (Jan Paul) (m), Delft
33. Yusibov I. (Isa) (m), Amsterdam
34. Eisma D. (Doeke) (m), s-Gravenhage
35. Boogerd-Quaak J.L.A. (Johanna) (v), Zaamslag
36. Brinkhorst L.J. (Laurens Jan) (m), 's-Gravenhage

CDA-Europese Volkspartij · 
PVV (Partij voor de Vrijheid) ·
P.v.d.A./Europese Sociaaldemocraten ·
VVD ·
Democraten 66 (D66)-ALDE ·
GROENLINKS ·
SP (Socialistische Partij) ·
ChristenUnie-SGP ·
Artikel50 ·
IQ, de Rechten-Plichten-Partij ·
Piratenpartij ·
50PLUS ·
De Groenen ·
Anti EU(ro) Partij ·
Liberaal Democratische Partij ·
JEZUS LEEFT ·
ikkiesvooreerlijk.eu ·
Partij voor de Dieren ·
Aandacht en Eenvoud